# Katsuhiro Minamoto
Katsuhiro Minamoto (皆本 勝弘 Minamoto Katsuhiro?), född 2 juli 1972 i Hiroshima prefektur, är en japansk före detta fotbollsspelare.
Minamoto började sin karriär 1991 i Yanmar Diesel (Cerezo Osaka). 1998 flyttade han till Sanfrecce Hiroshima. Han avslutade karriären 1998.